# Stefan Abadzhiev
Pour les articles homonymes, voir Abadzhiev.
Stefan Atanasov Abadzhiev (bulgare : Стефан Атанасов Абаджиев) (né le 3 juillet 1934 à Sofia en Bulgarie et mort le 13 mars 2024) est un joueur de football international bulgare, qui évoluait au poste d'attaquant, avant de devenir entraîneur.

## Biographie

### Carrière de joueur

#### Carrière en sélection
Avec l'équipe de Bulgarie, il dispute 27 matchs (pour aucun but inscrit) entre 1955 et 1966. Il figure notamment dans le groupe des sélectionnés lors de la Coupe du monde de 1966 (sans toutefois jouer de matchs).
Il participe également aux Jeux olympiques de 1960 organisés à Rome. Il dispute trois matchs lors du tournoi olympique.

## Palmarès
Levski Sofia
- Championnat de Bulgarie (3) :
  - Champion : 1953, 1964-65 et 1967-68.

- Coupe de Bulgarie (3) :
  - Vainqueur : 1956, 1957 et 1958-59.